# Associazione Calcio Sampierdarenese 1935-1936
Questa voce raccoglie le informazioni riguardanti l'Associazione Calcio Sampierdarenese nelle competizioni ufficiali della stagione 1935-1936.

## Rosa
| N. |                    | Ruolo | Calciatore          |
| -- | ------------------ | ----- | ------------------- |
|    | Italia (bandiera)  | P     | Bruno Venturini     |
|    | Italia (bandiera)  | P     | Vittorio Profumo    |
|    | Italia (bandiera)  | D     | Renato Bodini       |
|    | Italia (bandiera)  | D     | Edgardo Ciancamerla |
|    | Italia (bandiera)  | D     | Guido Rigotti       |
|    | Italia (bandiera)  | D     | Luigi Poggi         |
|    | Italia (bandiera)  | C     | Antonio Busini      |
|    | Italia (bandiera)  | C     | Gipo Poggi          |
|    | Brasile (bandiera) | C     | Demostene Bertini   |
|    | Italia (bandiera)  | C     | Renato Cappellini   |
|    | Italia (bandiera)  | C     | Fernando Lancioni   |

| N. |                   | Ruolo | Calciatore          |
| -- | ----------------- | ----- | ------------------- |
|    | Italia (bandiera) | C     | Mario Nervi         |
|    | Italia (bandiera) | A     | Mario Malatesta     |
|    | Italia (bandiera) | A     | Luciano Peretti     |
|    | Italia (bandiera) | A     | Aldo Spivach        |
|    | Italia (bandiera) | A     | Paolo Silvestri     |
|    | Italia (bandiera) | A     | Ettore Allegri      |
|    | Italia (bandiera) | A     | Gino Callegari      |
|    | Italia (bandiera) | A     | Enrico Cerutti      |
|    | Italia (bandiera) | A     | Giuseppe Cornara    |
|    | Italia (bandiera) | A     | Salvatore Fidomanzo |

## Statistiche

### Statistiche di squadra
| Competizione | Punti | In casa | In casa | In casa | In casa | In casa | In casa | In trasferta | In trasferta | In trasferta | In trasferta | In trasferta | In trasferta | Totale | Totale | Totale | Totale | Totale | Totale | DR  |
| Competizione | Punti | G       | V       | N       | P       | Gf      | Gs      | G            | V            | N            | P            | Gf           | Gs           | G      | V      | N      | P      | Gf     | Gs     | DR  |
| ------------ | ----- | ------- | ------- | ------- | ------- | ------- | ------- | ------------ | ------------ | ------------ | ------------ | ------------ | ------------ | ------ | ------ | ------ | ------ | ------ | ------ | --- |
| Serie A      | 27    | 15      | 7       | 5       | 3       | 21      | 14      | 15           | 2            | 4            | 9            | 11           | 35           | 30     | 9      | 9      | 12     | 32     | 49     | -17 |
| Coppa Italia |       | -       | -       | -       | -       | -       | -       | 2            | 1            | 0            | 1            | 7            | 7            | 2      | 1      | 0      | 1      | 7      | 7      | 0   |
| Totale       |       | 15      | 7       | 5       | 3       | 21      | 14      | 17           | 3            | 4            | 10           | 18           | 43           | 32     | 10     | 9      | 13     | 39     | 56     | -17 |

### Statistiche dei giocatori
| Giocatore      | Serie A  | Serie A | Coppa Italia | Coppa Italia | Totale   | Totale |
| Giocatore      | Presenze | Reti    | Presenze     | Reti         | Presenze | Reti   |
| -------------- | -------- | ------- | ------------ | ------------ | -------- | ------ |
| E. Allegri     | 14       | 2       | ?            | ?            | 14+      | 2+     |
| D. Bertini     | 28       | 0       | ?            | ?            | 28+      | 0+     |
| R. Bodini      | 23       | 4       | ?            | ?            | 23+      | 4+     |
| A. Busini      | 29       | 5       | ?            | ?            | 29+      | 5+     |
| G. Callegari   | 12       | 0       | ?            | ?            | 12+      | 0+     |
| R. Cappellini  | 20       | 8       | ?            | ?            | 20+      | 8+     |
| E. Cerutti     | 8        | 0       | ?            | ?            | 8+       | 0+     |
| E. Ciancamerla | 22       | 1       | ?            | ?            | 22+      | 1+     |
| G. Cornara     | 4        | 1       | ?            | ?            | 4+       | 1+     |
| S. Fidomanzo   | 1        | 0       | ?            | ?            | 1+       | 0+     |
| F. Lancioni    | 11       | 0       | ?            | ?            | 11+      | 0+     |
| M. Malatesta   | 30       | 2       | ?            | ?            | 30+      | 2+     |
| M. Nervi       | 2        | 0       | ?            | ?            | 2+       | 0+     |
| L. Peretti     | 21       | 4       | ?            | ?            | 21+      | 4+     |
| E. Poggi       | 29       | 3       | ?            | ?            | 29+      | 3+     |
| L. Poggi       | 1        | 0       | ?            | ?            | 1+       | 0+     |
| V. Profumo     | 13       | -17     | ?            | ?            | 13+      | -17+   |
| G. Rigotti     | 14       | 0       | ?            | ?            | 14+      | 0+     |
| P. Silvestri   | 15       | 1       | ?            | ?            | 15+      | 1+     |
| A. Spivach     | 16       | 0       | ?            | ?            | 16+      | 0+     |
| B. Venturini   | 17       | -32     | ?            | ?            | 17+      | -32+   |